# A Comédia Portuguesa
A Comédia Portuguesa: Chronica Semanal de costumes, casos, política, artes e lettras foi uma revista dirigida por Marcelino Mesquita e Julião Machado. A sua existência dividiu-se em duas partes: Outubro de 1888 a Dezembro de 1889 e Janeiro a Dezembro de 1902 (passados 13 anos), dando o seu enceramento lugar à fusão com A Paródia de Rafael Bordalo Pinheiro. A Comédia Portuguesa foi mais uma das revistas que optou por praticar um estilo de crítica humorística aliado à forte presença de caricaturas, cuja missão, claramente esclarecida no primeiro editorial, era «a crítica moralisadora e fecunda» da sociedade portuguesa, onde a política e os políticos foram a sua  principal fonte de inspiração, tal como acontecia com as suas contemporâneas  O António Maria e a sua sucessora Pontos nos ii, formando um arrebatador conjunto de imprensa humorística deveras popular no fim do Século XIX. Na redação da Comédia Portuguesa encontram-se os nomes de Fialho de Almeida, Silva Lisboa, Alberto Osório de Castro, Carlos de Moura Cabral, Eduardo Augusto Vidal, Fernando Leal, João de Deus de Nogueira Ramos, João Saraiva, Teófilo Braga, Tomás Ribeiro; na área da ilustração: Roque Gameiro, A. Nunes, Celso Hermínio, Francisco Teixeira e Francisco Valença.  Outros nomes ligados à Comédia Portuguesa são: António Augusto Gonçalves (que assina “L.R.”), Artur Ernesto Santa Cruz Magalhães (que assina “Riso Amargo”) Carlos Rodrigues Simões (que assina "Antão Veríssimo"), Edmundo Navarro, João de Lemos, José Inácio de Araújo, Narciso Lacerda, Tomás de Carvalho, entre outros.